# Dis Pater
Dis Pater (також Dispater чи Dis), Діспа́тер чи Отець Діт — у римській міфології одне з імен богів підземного світу. Пізніше злився у своїх якостях з Плутоном та Орком. У стародавньому Римі його культ був однаково рівний культу Прозерпіни. Ім'я бога вважається похідним від «багатий», оскільки все походить із землі і в землю ж повертається. Культ Діспатера був введений офіційно у перші часи Римської республіки у 249 р. до. н. е., коли за Сивілиними книгами було визначено, що поразка Риму від Карфагену спричинена гнівом підземних богів.
Крім каплиці біля вівтаря Сатурна існував також і спільний з Прозепіною вівтар у підземеллі на Марсовому полі. Цей вівтар відкривали лише для принесення жертв — як правило тварин з чорним забарвленням.
Юлій Цезар у своєму творі «De bello Gallico» розповідає що галли також обожнювали Dis Pater як свого родоначальника. Про якого бога кельтів може йтися у цьому випадку важко припустити.